# Critérium National de la Route 1966
Il Critérium National de la Route 1966, trentacinquesima edizione della corsa, si svolse dal 26 al 27 marzo su un percorso di 300 km ripartiti in 3 tappe, tutte con partenza e arrivo a Revel (Alta Garonna). Fu vinto dal francese Raymond Poulidor della Mercier-BP-Hutchinson davanti ai suoi connazionali Roger Pingeon e Jean-Claude Lebaube.

## Tappe
| Tappa  | Data     | Percorso                          | km  | Vincitore di tappa | Leader cl. generale |
| ------ | -------- | --------------------------------- | --- | ------------------ | ------------------- |
| 1ª     | 26 marzo | Revel > Revel                     | 158 | Gilbert Bellone    |                     |
| 2ª     | 27 marzo | Revel > Revel                     | 122 | Roger Pingeon      |                     |
| 3ª     | 27 marzo | Revel > Revel (cron. individuale) | 20  | Raymond Poulidor   | Raymond Poulidor    |
| Totale | Totale   | Totale                            | 300 |                    |                     |

## Dettagli delle tappe

### 1ª tappa
- 26 marzo: Revel > Revel – 158 km

| Pos. | Corridore        | Squadra | Tempo    |
| ---- | ---------------- | ------- | -------- |
| 1    | Gilbert Bellone  | Mercier | 4h41'59" |
| 2    | Raymond Poulidor | Mercier | a 2'07"  |
| 3    | Roger Pingeon    | Peugeot | a 2'09"  |

| Pos. | Corridore | Squadra | Tempo |
| ---- | --------- | ------- | ----- |

### 2ª tappa
- 27 marzo: Revel > Revel – 122 km

| Pos. | Corridore        | Squadra     | Tempo    |
| ---- | ---------------- | ----------- | -------- |
| 1    | Roger Pingeon    | Peugeot     | 3h23'38" |
| 2    | Raymond Poulidor | Mercier     | s.t.     |
| 3    | Lucien Aimar     | Ford France | a 27"    |

| Pos. | Corridore | Squadra | Tempo |
| ---- | --------- | ------- | ----- |

### 3ª tappa
- 27 marzo: Revel > Revel (cron. individuale) – 20 km

| Pos. | Corridore           | Squadra | Tempo  |
| ---- | ------------------- | ------- | ------ |
| 1    | Raymond Poulidor    | Mercier | 27'54" |
| 2    | Jean-Claude Lebaube | Kamomé  | a 35"  |
| 3    | Roger Pingeon       | Peugeot | a 0"   |

| Pos. | Corridore           | Squadra | Tempo    |
| ---- | ------------------- | ------- | -------- |
| 1    | Raymond Poulidor    | Mercier | 8h33'53" |
| 2    | Roger Pingeon       | Peugeot | a 56"    |
| 3    | Jean-Claude Lebaube | Kamomé  | a 2'12"  |

## Classifiche finali

### Classifica generale
| Pos. | Corridore           | Squadra     | Tempo    |
| ---- | ------------------- | ----------- | -------- |
| 1    | Raymond Poulidor    | Mercier-BP  | 8h33'53" |
| 2    | Roger Pingeon       | Peugeot     | a 56"    |
| 3    | Jean-Claude Lebaube | Kamomé      | a 2'12"  |
| 4    | Lucien Aimar        | Ford France | a 2'30"  |
| 5    | Gilbert Bellone     | Mercier-BP  | a 2'47"  |
| 6    | Raymond Delisle     | Peugeot     | a 3'02"  |
| 7    | Henri Anglade       | Pelforth    | a 3'04"  |
| 8    | Jean-Louis Bodin    | Mercier-BP  | a 4'57"  |
| 9    | Désiré Letort       | Peugeot     | a 5'04"  |
| 10   | André Foucher       | Pelforth    | a 5'09"  |